# Chenopodium phillipsianum
Chenopodium phillipsianum là loài thực vật có hoa thuộc họ Dền. Loài này được Aellen mô tả khoa học đầu tiên năm 1928.